# 장남중

## 개요
장남중은 대한민국의 소방공무원, 로프구조, 산악구조 전문가이다.

강원도에서 태어났으며 1996년 10월 26일 강원도 지방소방사로 공개 채용되었다. 강릉소방서 119구조대, 속초소방서 119구조대, 강원도 특수구조단 산악구조대에서 구조대원으로 근무하였으며, 양양소방서 현장대응과 안전주임, 양양소방서 현남북119안전센터 화재진압대원, 강원도소방학교 전임교수를 역임하였다.

## 생애
장남중(張南中, 1966년 10월 1일 ~ )은 대한민국의 소방공무원이자 산악 및 로프 구조 분야의 전문가로, 강원특별자치도 소방본부와 강원도소방학교에서 구조 분야의 실무 및 교육에 종사해 왔다. 구조대원으로서의 오랜 현장 경험과 구조기술에 대한 이론적 전문성을 겸비한 인물로 평가받고 있으며, 구조 관련 교재 집필과 강의 활동, 공공교육 등을 통해 구조 역량의 제도화와 후속 인재 양성에 기여하였다.
그는 강원도에서 출생하였으며, 병역은 해병대에서 병장으로 복무하였다(1986년 1월 13일 \~ 1988년 6월 7일). 이후 1996년 10월 26일 강원도 지방소방사로 공개 채용되며 소방공무원으로 임용되었다. 초기에는 강릉소방서와 속초소방서의 119구조대에서 구조대원으로 근무했으며, 특히 강원도 특수구조단 산악구조대에서 활동하며 복잡한 산악지형과 험준한 구조 현장에서 전문적인 구조기법을 활용한 다수의 구조작업을 수행하였다.
양양소방서에서는 현장대응과 안전주임으로 활동하며 재난 대응 전반에 걸친 실무를 수행하였다. 이후 현남북119안전센터에서 화재진압대원으로 근무하며 재난 초기대응과 현장지휘 경험을 축적하였다. 장남중은 현장 경험을 바탕으로 2010년대 중반부터 구조분야에 대한 체계적인 교육과 전수를 위해 강원도소방학교에 전임교수로 발탁되었다. 해당 학교에서 그는 테크니컬 로프구조, 산악 수색, 고립지역 구조, GPS 활용 구조기법 등의 분야를 중심으로 강의하며 후속 구조대원 양성에 주력하였다.
그는 구조 분야 교육 과정의 교안과 매뉴얼을 직접 집필하거나 공동 연구에 참여하였으며, 공무원 대상 교육 경연대회 및 HRD(인적자원개발) 콘테스트 등에 참가하여 기술 공유 및 제도화를 위한 활동에도 관여하였다. 2021년에는 ‘테크니컬 로프구조 안전의 첫 번째 설계’를 주제로 전국소방공무원 교육훈련 경연대회에서 수상하였고, 행정안전부장관 표창을 받았다.
2017년에는 제3회 대한민국 공무원상 대통령 표창을 수상하며 국가적 차원의 인정을 받았다. 이 상은 공무원 중에서도 창의적·능동적 업무수행으로 국민 안전과 편의에 기여한 이들에게 수여되는 권위 있는 상으로, 당시 장남중은 산악 구조 현장에서의 다수의 구조활동, 로프구조 전문성 확산, 그리고 교육 체계화에 대한 공로를 인정받았다.
장남중은 소방기술의 이론적 체계화에도 주력하였으며, 구조 및 응급처치 관련 전문서적을 다수 집필하였다. 주요 저작으로는 ‘산악구조’, ‘눈사태 응급처치’, ‘Search And Rescue 가이드북’, ‘독도법과 GPS 활용 수색구조’ 등이 있다. 해당 교재들은 강원도소방학교뿐 아니라 국립공원공단 산악전문지도사 과정 등에서도 활용되었다. 또한 월간 「119플러스」에서 ‘장남중의 로프이야기’라는 고정 연재 코너를 맡아 로프구조의 원리, 실전 적용, 장비 해설 등을 다루었다.
강원도 내 여러 산악 지역에서 수색·구조 활동 중 일반 구조대 접근이 어려운 고위험 지역에 단독 또는 소수팀으로 진입하여 환자 이송을 성공적으로 수행한 사례가 다수 있다. 일부 구조 활동은 구조자의 생사에 직접적인 영향을 미친 사례로 지역 언론과 소방청 내부 커뮤니티를 통해 회자되었다. 특히 한 사례에서는 구조 대상자의 보호자에게 실시간으로 구조 진행 상황을 문자와 통화로 알리며 안도감을 제공한 것으로 알려져 있다.
장남중은 정년을 앞두고도 후배 교육과 구조 전문성 향상에 집중하며, “기술은 공유되어야 한다”는 신념 아래 관련 정보를 적극적으로 체계화하고 문서화하였다.

## 집필 교재[16]
- 산악구조 / 눈사태응급처치 / 눈사태가이드북
- 전문인명구조사 복합구조 교재
- 국립공원 산악전문지도사 교재
- Search And Rescue 가이드북
- 독도법 & GPS 활용 수색구조
- 119플러스 매거진 “장남중의 로프이야기” 연재[17]